# 伊加維爾 (伊利諾伊州)
伊加維爾（英語：Eagarville）是位於美國伊利諾伊州馬庫平縣的一個村落。

## 地理
伊加維爾的座標為39°06′38″N 89°47′03″W / 39.11056°N 89.78417°W，而該地最高點為海拔高度195米（即640英尺）。

## 人口
根據2010年美國人口普查的數據，伊加維爾的面積為2.40平方千米，當中陸地面積為2.35平方千米，而水域面積為0.05平方千米。當地共有人口127人，而人口密度為每平方千米52人。